# Edda 15. születésnap
Az Edda Művek tizenkilencedik, egyben dupla albuma a tizenötödik évforduló tiszteletére rendezett koncert anyagából lett összeállítva.

## Első lemez
1. Szellemvilág
2. Száguldás fényes vágyakon
3. Menedékhely
4. Lelkünkből
5. Büszke sas
6. Vágyom haza
7. Elhagyom a várost (EDDA-blues)
8. Torony
9. Engedjetek saját utamon
10. Lisztománia
11. Elérlek egyszer
12. Zongora improvizáció
13. Gyere őrült
14. Veled vagyok

## Második lemez
1. Hűség és árulás
2. Elveszett illúziók
3. Zuhanás
4. Éjjel érkezem
5. Nincs visszaút
6. Elől a lányok
7. Egyedül maradtunk
8. Egy ez a tábor
9. Érzés
10. Álom
11. Ünnep
12. Kölyköd voltam
13. Búcsú
14. Zárlat

## Az együttes felállása
- Alapi István – szólógitár
- Donászy Tibor – dob
- Gömöry Zsolt – billentyűs hangszerek, vokál
- Kicska László – basszusgitár
- Pataky Attila – ének

Közreműködött:[forrás?]
- Slamovits István (ex-Edda) – szólógitár (Elhagyom a várost, A torony, Engedjetek saját utamon)
- Zselencz László (ex-Edda) – basszusgitár (Elhagyom a várost, A torony, Engedjetek saját utamon)
- Gerendás Péter – akusztikus gitár (Érzés)
- Hetényi Zoltán – conga (Álom)
- Demeter György – vokál
- Szolnoki Péter – vokál
- Szomor György – vokál
- Czerovszky Henriett – vokál
- Tóth Edina – vokál

A koncerten egy dalban játszott az egykori Edda-tag Barta Alfonz is, de a lemezre nem került fel.